# Charnowo (Poméranie)
Pour les articles homonymes, voir Charnowo.
Charnowo est une localité polonaise de la gmina rurale d'Ustka située dans le powiat de Słupsk en voïvodie de Poméranie. Elle se trouve à environ 150 km à l'ouest de la capitale régionale Gdańsk.

## Géographie

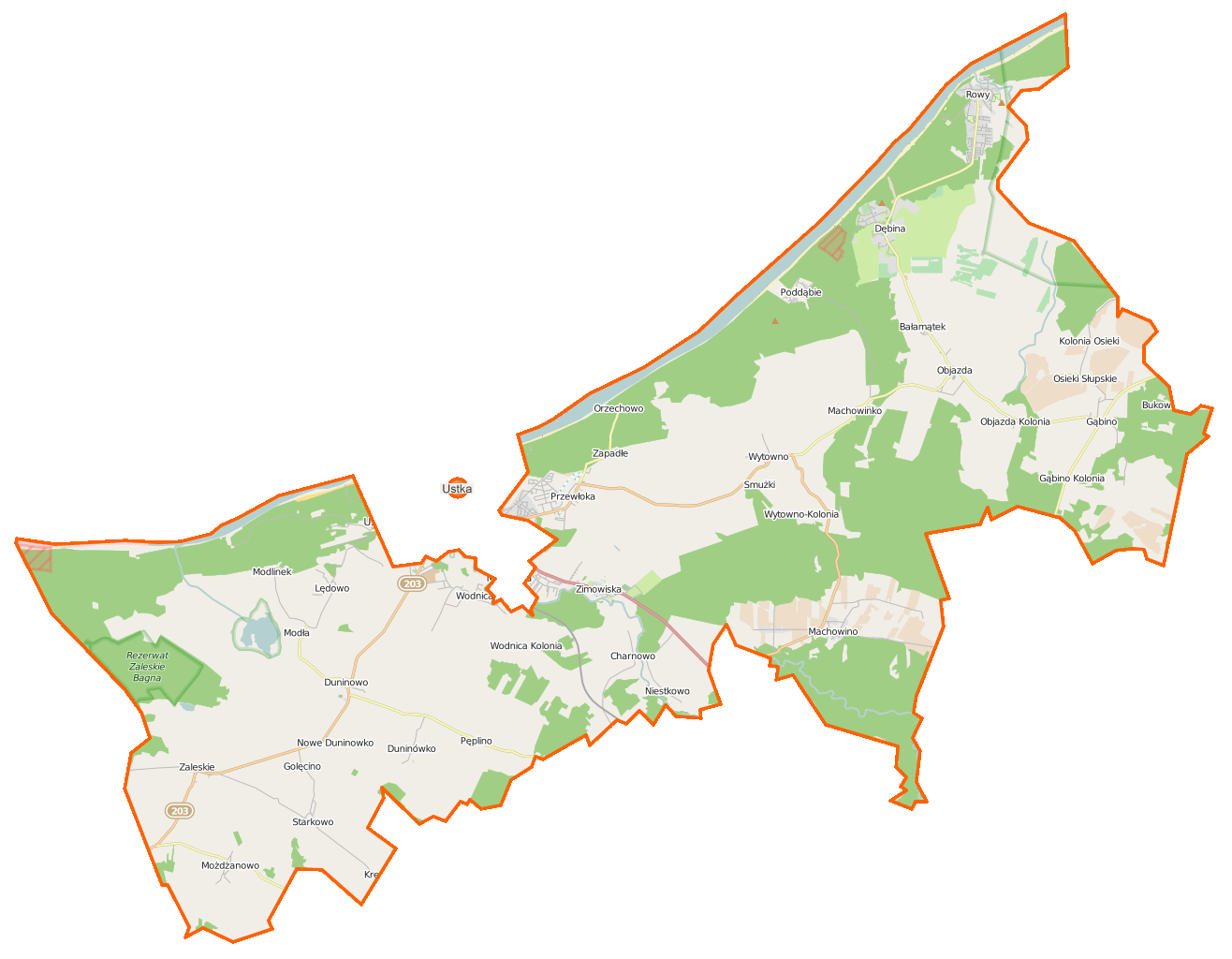
Carte de la gmina d'Ustka.

## Histoire
De 1648 à 1945, Arnshagen fait partie de l'arrondissement de Stolp dans le district de Köslin au sein de la province de Poméranie.